# Distretto di Söke

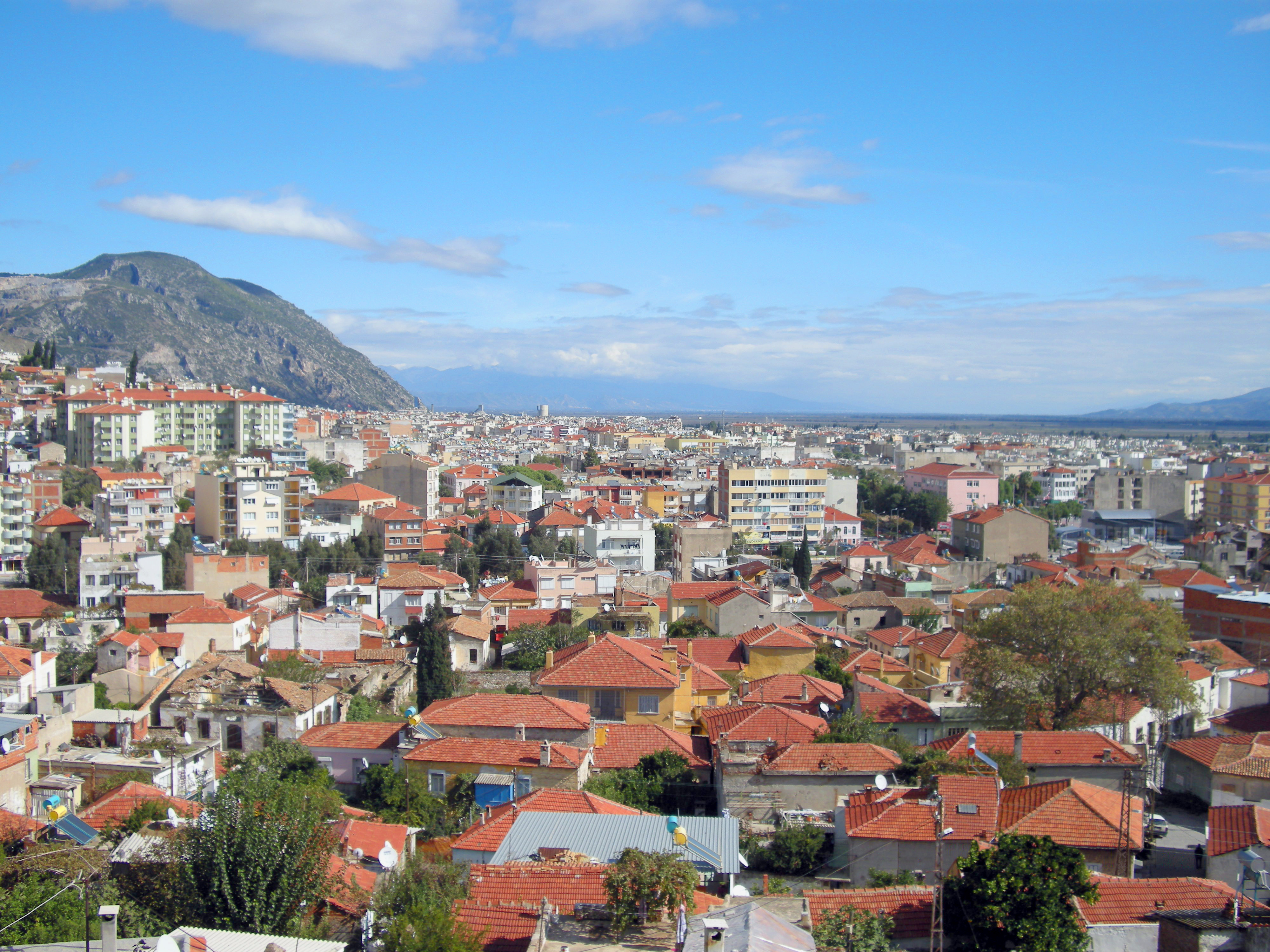
Söke

Il distretto di Söke (in turco Söke ilçesi) è uno dei distretti della provincia di Aydın, in Turchia.